# Arizona State Route 169
Arizona State Route 169, auch bekannt als Cerry Road, ist ein Highway im US-Bundesstaat Arizona, der in Ost-West-Richtung verläuft.
Der Highway beginnt an der Arizona State Route 69 in Dewey und endet an der Interstate 17. Die State Route ist die direkte Verbindung zwischen Prescott und dem Verde Valley und nicht so gefährlich wie die Arizona State Route 89A über die Berge nach Jerome.
Die Straße führt von Ost nach West, obwohl die ungerade Nummer auf einen Nord-Süd-Highway schließen lässt.